# Eupithecia longipalpata
Eupithecia longipalpata är en fjärilsart som beskrevs av Alpheus Spring Packard 1876. Eupithecia longipalpata ingår i släktet Eupithecia och familjen mätare. Inga underarter finns listade i Catalogue of Life.